# Playa Blanca (Guatemala)

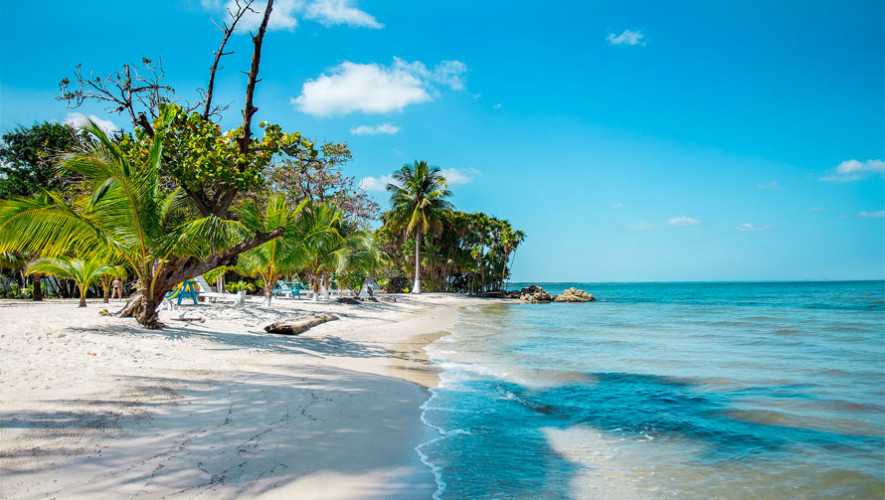
Playa Blanca, Izabal

Playa Blanca es un destino turístico que está ubicado en el departamento de Izabal. Este departamento de Guatemala se caracteriza por su ambiente cálido, con vegetación y lugares turísticos llenos de naturaleza. En esta lista se encuentra Playa Blanca es una área privada y protegida pero se permite el acceso público. 

## Información
Playa Blanca resalta como una de las excepcionales playas por su arena clara y aguas cristalinas. En el área se restringe toda actividad de construcción por lo que no hay hoteles ni restaurantes, el cual permanece como un santuario en su estado natural.

## Ubicación
En lancha, desde Livingston como también desde Río Dulce o desde Puerto Barrios. El viaje dura aproximadamente una hora o más dependiendo desde que punto se tome la lancha.
Para llegar por tierra hay que tomar la Carretera al Atlántico pasando por El Rancho, Río Hondo, y el cruce de Zacapa e Izabal.
Muy cerca de esta playa, se encuentra uno de los lugares turísticos más reconocidos del lugar Siete Altares.